# Lygosoma opisthorhodum
Espèce
Synonymes
- Riopa opisthorhodum (Werner, 1910)

Lygosoma opisthorhodum est une espèce de sauriens de la famille des Scincidae.

## Répartition
Cette espèce est endémique de Sumatra en Indonésie.

## Publication originale
- Werner, 1910 : Über neue oder seltene Reptilien des Naturhistorischen Museums in Hamburg. II. Eidechsen. Jahrbuch der hamburgischen Wissenschaftlichen Anstalten, vol. 27, no 2, p. 1-46 (texte intégral).